# Soll-Zustand
Ein Soll-Zustand ist in der Betriebswirtschaftslehre, Organisationstheorie und Volkswirtschaftslehre die Gesamtheit eines angestrebten Zustands oder einer vorgegebenen Norm bei Betriebsorganisation, Geschäftsprozessen, Personalwirtschaft oder Produktionstechnik zu einem bestimmten Stichtag. Gegensatz ist der Ist-Zustand.

## Allgemeines
Der Soll-Zustand ist das Ideal, das ein Wirtschaftssubjekt (Unternehmen, Privathaushalt oder Staat) innerhalb eines bestimmten Zeitraums zu erreichen sucht. Er ist ein geplanter, im Idealfall erreichbarer Status einer Organisationsstruktur, der in organisatorisch definierten Größen vorgegeben wird. Der Soll-Zustand resultiert allgemein aus normativer Bewertung durch Menschen und fachlicher Fundierung durch die Wissenschaft.
Bei Sollzeiten wird vorausgesetzt, dass sich ein Arbeitssystem im Soll-Zustand befindet. Der Soll-Zustand definiert letztendlich das, was das Unternehmen erreichen will, wofür es sich Unternehmensziele setzt.
Ökonomische Probleme offenbaren sich durch eine Abweichung der Lage (Ist-Zustand) und dem Ziel (Soll-Zustand). Diese Abweichung gilt es, mit Hilfe von wirtschaftspolitischen oder betriebswirtschaftlichen Instrumenten zu überwinden. Instrumentalisiert wird der Soll-Zustand in Betriebswirtschaftslehre, Entscheidungstheorie, Managementlehre und Volkswirtschaftslehre durch den Begriff „Ziel“, das als angestrebter Soll-Zustand definiert werden kann. Entsprechend setzen sich die Wirtschaftssubjekte Ziele (Unternehmensziele, persönliche Ziele, Staatsziele). Der anzustrebende Soll-Zustand dient nicht nur der Zieldefinition, sondern auch zur abschließenden Kontrolle der Zielerreichung durch einen Soll-Ist-Abgleich und den Zielerreichungsgrad.

## Erfassung des Soll-Zustands
Aus der Planung (Unternehmensplanung, private Finanzplanung, Haushaltsplan) können die künftigen Soll-Zustände abgeleitet werden. Es ist zu analysieren, was innerhalb eines bestimmten Zeitraums erreicht werden soll.
Die REFA definiert den Soll-Zustand als den unter den gegebenen Verhältnissen besterreichbaren Zustand (englisch Best Case) des Arbeitsablaufs. Ist beispielsweise eine Maschine technisch in der Lage, pro Stunde 3600 Nägel zu formen, so ist dies ihr Soll-Zustand oder ihre technische Kapazität. Es ist allerdings nicht sinnvoll, mittelfristig diese Maschine an ihrer technischen Leistungsgrenze produzieren zu lassen, weil technische Risiken (technisches Versagen) und damit die Gefahr der Fehlproduktion (Ausschuss) zunehmen. Vielmehr ist eine niedrigere wirtschaftliche Kapazität vorzuziehen, die bei 2800 Stück liegen könnte; dies wäre der Soll-Zustand. Produziert die Maschine – weil keine höhere Güternachfrage besteht und Lagerung unerwünscht ist – lediglich einen Ist-Zustand (Auslastung) von 1000 Stück, so ergibt sich ein unbefriedigender Auslastungsgrad von 35 %.
In der Volkswirtschaftslehre bildet das Magische Viereck einen Katalog von vier ökonomischen Staatszielen, der als anzustrebender Soll-Zustand interpretiert werden kann. Schwankt beispielsweise das Preisniveau wegen Inflation sehr stark (Ist-Zustand), ist das anzustrebende Ziel der Preisniveaustabilität nicht erreicht.

## Änderung des Ist-Zustands
Negative Abweichungen des Ist-Zustands vom Soll-Zustand werden durch die SWOT-Analyse oder Abweichungsanalyse erkannt, die unter anderem Schwachstellen aufdecken soll. Durch Umorganisation oder Restrukturierung werden Maßnahmen zur Behebung der Mängel ergriffen, um den angestrebten Soll-Zustand zu erreichen. Der Ist-Zustand bildet auch den Ausgangspunkt für die Unternehmensplanung, die einen anzustrebenden Soll-Zustand aufzeigt.

## Andere Fachgebiete
In der Mathematik ist beispielsweise der Ist-Zustand eine Rechenaufgabe, der Soll-Zustand deren Lösung. In Chemie und Physik ist der Standardzustand ein Zustand, welcher häufig als (mehr oder weniger willkürlicher) Referenzzustand (Soll-Zustand) benutzt wird. Er kann oft ortsabhängig sein wie der Normalluftdruck. Bei einer Standardatmosphäre (15 °C auf Meereshöhe mit {\displaystyle p_{0}} = 1013,25 HPa) kann der Luftdruck {\displaystyle p} für die Höhe über dem Meer {\displaystyle H} und mit {\displaystyle H_{0}} = 8435 m über die barometrische Höhenformel angenähert werden. Für eine Dichte der Luft bei 0 °C (ebenfalls auf Meereshöhe) ergibt sich {\displaystyle H_{0}} = 7990 m ≈ 8 km. Die Exponentialfunktion
{\displaystyle p(H)\approx p_{0}\cdot \mathrm {exp} \left({\frac {-H}{H_{0}}}\,\right)\,}
ergibt deshalb nur eine Annäherung an die wirklichen Luftdruckverhältnisse.
Im Personalwesen und beim Militär wird zwischen Sollstärke und Iststärke unterschieden. Ausgangspunkt ist der Stellenplan, der eine bestimmte Sollstärke für das Personal vorgibt: Die Sollstärke repräsentiert die tatsächlich verfügbaren Arbeitskräfte, während die Personalkapazität auch die vorhandenen, aber nicht einsetzbaren Arbeitskräfte umfasst. Krank gemeldete oder in Urlaub befindliche Mitarbeiter gehören nicht zur Iststärke, sind jedoch in der Sollstärke erfasst.
In der öffentlichen Verwaltung haben Behörden üblicherweise einen Haushaltsplan (vgl. öffentlicher Haushalt), in dem die Erträge (Einnahmen) und Aufwendungen (Ausgaben) jeweils als Soll- und Ist-Werte gegenüberstellend zu veranschlagen sind.
In der Technik wird ein Fehler als die Abweichung des Ist-Zustands vom Soll-Zustand bezeichnet, wobei der Sollzustand durch eine Norm (beispielsweise DIN) vorgegeben sein kann und dann die Abweichung Normabweichung genannt wird.
Im Umweltschutz wird der Soll-Zustand der Luft als Naturzustand dargestellt, während Luftverunreinigungen im Sinne des § 3 Abs. 4 BImSchG Veränderungen der natürlichen Zusammensetzung der Luft sind, insbesondere durch Rauch, Ruß, Staub, Gase, Aerosole, Dämpfe oder Geruchsstoffe. Diese Veränderungen sind der örtliche Ist-Zustand.